# Fáy család

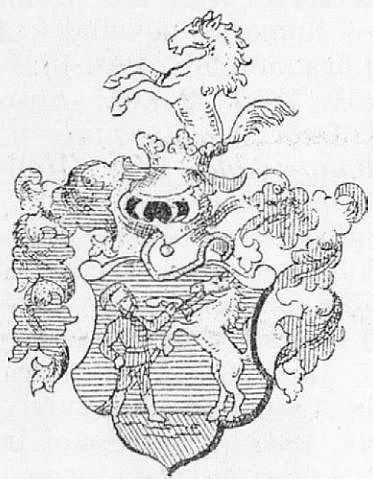
Fáy család címere

Fáy család vektoros címere

Az Abaúj vármegyéből származó fáji Fáy család az oklevelekben igazolható legrégibb magyar nemes családok egyike. Őse Rugacs, aki állítólag székely származású vitéz volt, és a Szentföldön esett el II. András oldalán (1217-ben). Egyes legendák szerint Bánk Eldóra volt a neje, Bánk bán nőtestvére. Illetve egyes családi történetek szerint hazatért a Szentföldről sebben és végül hazájában hunyt el. Legenda szerint kabar vagy besenyő vér csörgedezett ereikben.

## Története
Rugacs fiai, Don és Barnabás 1241-ben, a muhi csatában úgy mentették meg a futó IV. Bélát, hogy kidőlt lova helyett egyikük saját lovát adta alája, míg maguk a holttestek közé lapulva várták be a mongol hadak elvonulását. A családnak utóbb nyert címere azt a jelenetet örökíti meg, mikor az egyik fiú a király elé vezeti fehér paripáját. A családi jelmondat "Resurgite patriam!" azaz Segítsétek meg, támasszátok fel a Hazát!
A király 1243-ban Abaúj vármegye „Fay” nevű falvának odaajándékozásával jutalmazta meg hűségüket. Később itt épített egy kastélyt  is a család grófi ága. A király a birtokadományt 1262-ben újabb falvakkal egészítette ki, és ezt fia, V. István is megerősítette. Don fia Orbán, 1292-ben már Fáynak nevezte magát. A fáji Fáy kastély ma a Magyar Állam tulajdona és részlegesen látogatható.
A család egyike az eredeti "kutyabőrrel" igazolható legrégebbi magyar nemesi családoknak. Az levéltárban mind az 1243-as mind az azt megerősítő 1251-es királyi oklevél eredetije megtalálható, amit Ghyczyné Fáy Tünde leszármazott kutatott fel.
A családnak birtokai voltak Fáj községben, Sátán, Ecséden, Pécelen, Gombán, Alsóvadászon, Irotán,
A Fáy Család ma a Fáy Társaság egyesületen keresztül tartja egymással a kapcsolatot, a családi egyesület közel 30 éve működik, és sikeres.
Csipke Múzeumot létesített Fáy Dániel és családja vezetésével. A Múzeum Terény községben (Nógrád-vármegye) működik , látogatható, ahol az Edvi Illés rokon családban kidolgozott Hunnia csipke és a magyar csipkekészítés hagyományait mesterségbeli tudását ápolják Fáyné Tornóczki Judit szakmai irányításával. rendszeresen vannak csipke szakmai napok, és kézműves vásárokon is jelen vannak.
A Fáy Család több leszármazottja, rokona tagja volt a Máltai és a Johannita Lovagrendnek. Maga a gróf és fia is máltai lovagok voltak , ezért is az amalfi (máltai) nyolcágú kereszt a kastély főbejárata feletti timpanonban. A Kastély tetején található félhold története is legendás egyes források szerint a török időkből származik egy szomszédos település elpusztult templomtornyából került át, mások szerint törökországi követ volt az egyik Fáy és ezért került fel, ennek emlékére a félhold, egy biztos muzulmánok nem voltak a Fáyak között.
A Családi egyesület a Fáy Andrásról elnevezett iskolákkal (5 db) is tartja a kapcsolatot.
A Fáy Család az OTP Bank Nyrt.-vel korábban tartotta a kapcsolatot Fáy András takarékpénztári tevékenységével kapcsolatosan, lévén, hogy "a nemzet mindenese" ( aki többet írt, mint Széchenyi István s Kossuth Lajos együttvéve) volt az első nem-osztrák takarékpénztár megalapítója ( 1839), de amikor Horn Gyula volt kormányfőt, pufajkást kitüntették Fáy András díjjal -melyet a kommunizmus alatt meghurcoltak, vagyonából kiforgattak, kitelepítettek, börtönbe zártak emlékezetéért alapítottak, - a Család tiltakozott, és ezzel a jó kapcsolat megszűnt.
Az OTP Bank Nyrt. fáji Fáy András Kálvin téri emlékművének felállításakor és az altemplomban annak helyreállításán és "nemzeti emlékhely"-é avatásán sem volt jelen Fáy András halálának 150. éves évfordulója alkalmából. Fáy András a Kálvin téri református templom ( amely a 2. legnagyobb református templom) altemplomában lett temetve el.

## A család nevezetesebb tagjai
- Fáy Ferenc kassai kapitány volt I. Ulászló idején.
- Fáy III. István 1584-ben abaúji követ volt. Ezután a Portánál is járt küldetésben; öccsét, Pétert ott fejezték le.

István fiai:
- András: kapitány
- Fáy IV. István abaúji alispán és csapatvezér, akitől a család tovább származott.

A Fáyak mindig élénken részt vettek a törökök elleni küzdelemben, és Abaúj, Ung, Ugocsa és Szatmár vármegyét mint fő- és alispánok szolgálták. A családi sírboltot a Fáj határában található Papi pusztán építették fel.
Fáy V. István borsodi alispán haláláig II. Rákóczi Ferenc híve maradt.
Az egyik ág jó ideig szoros kapcsolatot tartott a református egyházzal. A katolikus hitre Fáy V. István fia, Fáy Gábor tért vissza — felesége, Diószeghy Irma azonban református hiten maradt. Az ő fiuk, Fáy Dávid jezsuita misszionárius lett Brazíliában.  "A misszió" 1986, rendezte: Roland Joffe, zene: Ennio Morricone ; főbb szereplők:  Robert de Niro, Jeremy Irons, Aidan Quinn és Liam Neeson az ő életútját is feldolgozta. A film elnyerte a Cannes-i Filmfesztivál Arany Pálma-díját, és három Oscar-díjat is kapott a legjobb film, a legjobb rendezés és a legjobb operatőri munka díját. A film, de egyébként a valóság szerint is a XVIII. században, Dél-Amerika esőerdőjének mélyén Gabriel jezsuita atya és Dávid missziós állomást rendez be. Munkájában támogatja egy hajdani rabszolgakereskedő, Rodrigo Mendoza, aki szakított korábbi életével és menedéket keres az Amazonas menti törzsek közösségében, sőt a jezsuita rendbe is belép. A bennszülöttek elfogadják a jezsuitákat és a készülő telepet, ám a kapzsiság és a hatalomvágy sötét erői -a spanyol-portugál hatalmi gyarmati törekvések- alattomos támadást indítanak ellenük. Veszélybe kerül tisztaságuk, jóhiszeműségük, ártatlanságuk. Itt már kevés az ima ereje. Itt már karddal kell küzdeni... Végül a missziót elpusztítják és Fáy Dávid aki ezen filmben is felelevenített missziós állomáson élt és dolgozott végül Pombal márki börtönében hal meg Portugáliában.  .     Fáy Gábor leszármazottjai közül többen megyei főispánságig jutottak. Unokája Ágoston ugocsai főispán 1809-ben grófi rangot szerzett; az ő unokája volt Fáy István zeneszerző és műgyűjtő, az utolsó Fáy gróf. Az ő leánya, Fáy Mária grófnő báró Mesko Jakabhoz ment feleségül, az ő lányuk pedig gróf Zichy Rezsőhöz, így az egykori grófi kastély leányágon öröklődött tovább.
A család másik ága még a 16. században Pest vármegyébe költözött. Ebből az ágból származott Fáy András, a hírneves író.

## Fáy András

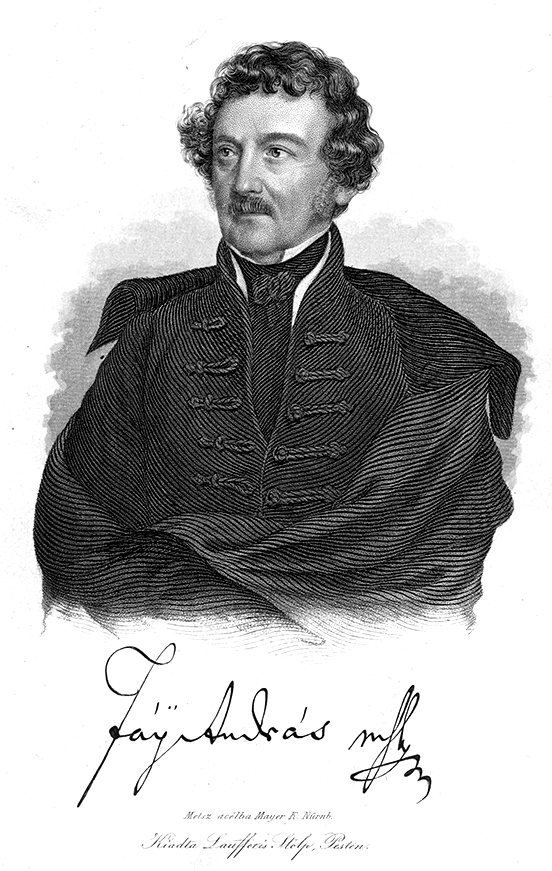
Fáy András

Fáy András  (fáji), író, a magyar reformkorszak irodalmi és társadalmi mozgalmainak egyik legmunkásabb tagja, szül. Kohányon, Zemplén vármegyében született 1786. május 30-án, és Pesten halt meg 1864. július 26-án. Szülei Fáy László földbirtokos és Szemere Krisztina voltak, maguk is előkelő kálvinista magyar nemesi családok ivadékai.
Ő volt a Pesti Hazai Első Takarékpénztár megalakításának ötletadója.

## Fáy Antal
Fáy Antal zenész Emődön, Borsod vármegyében született 1805. október 17-én, és Budapesten halt meg 1872. július 30-án. Az 1848 előtti időben közhivatalokat viselt, tevékenyen részt vett a megye politikai életében. Emellett rajongásig szeretvén a zenét, minden rendelkezhető idejét a zongorajátékra és a zeneszerzésre fordította. Mint zongoravirtuóz az 1840-es években nyilvános hangversenyekben is részt vett. Sok dalt, négyest, zongoradarabot adott ki, melyek azonban rendkívül nehéz, komplikált szerkezetüknél fogva nem igen váltak népszerűekké. Több népdala, magyar nótája átment a nép ajkára. Budapesten, hová élete utolsó éveiben tette át lakását, vendégszerető háza rendes gyülekezőhelye volt az íróknak és művészeknek. Leánya, Gizella Reményi Edének felesége volt.

## Fáy Gusztáv főispán

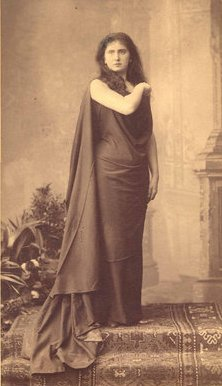
Fáy Szeréna 1890-ben

Fáy Gusztáv főispán 1814-ben született. 1836-ban táblabíróvá nevezték ki Gömör megyében, majd 1839-ben a putnoki járás szolgabírója, 1842-ben főszolgabíró, 1845-ben pedig másodalispán lett, és az maradt a szabadságharc alatt is. A Szabadságharc után visszavonult birtokára, ahol gazdaságának és családjának élt. 1861-ben a rima-szécsi kerület országos képviselőjévé választották, 1867-ben pedig Gömör vármegye alispánja lett. 1872-ben főispánná nevezték ki, 1886-ban ünnepelte tisztviselői állásra lépésének ötvenedik évfordulóját. 1889 végén főispán állásától megvált, utána Gömör vármegyében, nyustyai birtokán élt. 1895-ben hunyt el.

## Fáy Gusztáv író
Fáy Gusztáv, író és publicista, Fáy András fia. 1824-ben született Gombán, Pest vármegyében és Pesten halt meg 1866. május 19-én. Mint zeneszerző feltűnt az operaírás terén is. Első dalműve, a Fiesco című, csak sok nehézség legyőzése után kerülhetett színre a nemzeti színházban az 1850-es években, ami több évre elkedvetlenítette. Második dalműve, a Camilla -Ciprus frank királynője, szintén ott került színre a 60-as évek derekán, de az is csak rövid ideig tartotta magát, aztán letűnt a műsorról, minek jórészt abban volt az oka, mert az olasz operastílusnak lévén föltétlen híve, ez irány akkori sok kiváló termékével már nem kelhetett sikeres versenyre. A magyar zenéhez nem érzett erősebb vonzalmat, és e téren nem is fejtett ki behatóbb tevékenységet.

## Fáy István
Fáy István gróf, a máltai rend lovagja, 1809-ben született Sopron vármegyében, és 1862-ben halt meg. Szenvedélyesen szerette a zenét és vagyonának nagy részét e szenvedélye kielégítésére fordította. Széles propagandát csinált a mágnási körökben a hazai művészetnek. Sokat utazott külföldön. Szoros barátságban állt Liszt, Thalberg, Dreyschock és más virtuóz zenészekkel. Itthon pedig Erkel Ferenc, Doppler, Császár, Thern, Szénfy s más magyar zeneköltőkkel folytonos érintkezésben állott. Az 1850-es években mint író is sokat szerepelt, érdekes és tanulságos hírlapi cikkeket közölvén a magyar zene múltjából s a magyar zenét érdeklő aktuális kérdéseket is megvilágítva. Alapos képzettséggel bírt a zenében s zeneszerzéssel is sokat foglalkozott. Ő volt az első, ki Régi magyar zene gyöngyei címen több füzetet adott ki zongorára két és négy kézre átírva Lavotta, Csermák, Bihari, Ruzicska s mások hátrahagyott műveiből. Nagy improvizátor hírében is állott.

## Fáy Lőrinc
Fáy Lőrinc zenekedvelő és népdalszerző. Gombán, Pest vármegyében született 1827-ben, meghalt az 1880-as évek elején. Művei Erkel Gyula zongora-átiratában jelentek meg s terjedtek szét.

## Fáy Szeréna
Fáy Szeréna, a Nemzeti Színház tagja. Erdőhegyen, Arad vármegyében 1865. december 24-én. Budapesten a színiképezdében tanult (1878-1881). Drámai tehetsége már itt annyira feltűnt, hogy amint iskoláit elvégezte, rögtön szerződtették a Nemzeti Színházhoz. Tragikai és drámai szerepköre volt. 1934. január 27-én hunyt el Budapesten.
Fáy Elek:
Magyarok őshona című írás szerzője, sírja Mályiban vagy Nyéken van a temetőben, őstörténet kutató
id.Fáy Aladár:
Festő. A budapesti Képzőművészeti Főiskolán tanult, a nagybányai és a kecskeméti művésztelepen is képezte magát. Mesterei: Csók István, Révész Imre. Budapesten működött, 1923-1941 között az Iparrajziskola tanára volt. Csoportos kiállításokon mutatta be, gyakran ősmagyar alakokat ábrázoló alkotásait. 1941-ben könyve jelent meg A magyarság díszítő ösztöne címmel. Irodalom: Fáy Aladár élete és művészete (antológia), Bp. 1998.
Iparrajz (később Képzőművészeti) Főiskola vezetője, A magyarság díszítő ösztöne, grafikus, festő Magyar Közösség koncepciós per egyik vádlottja
ifj. Fáy Aladár:
Grafikus. A budapesti Képzőművészeti Főiskolán tanult, majd református teológiai tanulmányokat
folytatott. Mesterei: Kmetty János, Varga Nándor Lajos. Az 1950-es években
politikai okokból szakmunkásként dolgozott, 1982-től főállású lelkészként működött dunántúli
településeken. Hosszabb szünet után 1969-től foglalkozott ismét nyilvánosan is művészettel. Főként bibliai témájú rézkarcokat, metszeteket készített.
Fáy Ferenc költő
Fáy Ferenc Pécelen született. A második világháború alatt katonáskodott, majd éveket töltött hadifogságban. 1948-ban hagyta el Magyarországot, 1951-ben telepedett le végérvényesen Kanadában, ahol meglehetősen nehéz körülmények között élt.
"Fáy Ferenc húsz esztendő minden percére egy Pécelt varázsolt Torontóba a versével – írja költészete jellemzéséül Ignotus Pál –, de ha soha nem mozdul ki Pécelről, akkor is a honvágy költője volna. Akkor is szénaszag és jambus volna a lélegzete, az ősz a kedves évszaka, rozsdabarnába forduló zöldes-sárga a káprázata, lágy és zengő borongás az életeleme." Valóban, mintha most is ott ülne még a Magasban azon a körtefán, melyről egyik legszebb versét írta, s ahonnan egyre kínzóbb kényszerrel, egyre nosztalgikusabban és fájdalmasabban vette számba mindazt, amit elveszített, s amihez mégis makacsul és következetesen ragaszkodik egész költészetében:
| A körtefánk csúcsáról messze láttam.     |
| És mégsem láttam mindent én. Dehát,      |
| a Mindent csak az Isten látja – mondják. |
| Néki húzták a kálvinisták tornyát,       |
| ahonnan néha Pestig is belát.            |

A hagyományokat kevesen érzik olyan kötelező érvényűnek, mint ő. Az emigráció jellegzetes neoavantgarde törekvéseitől teljesen elhatárolta magát, s szinte az egyetlen érvényes és kötelező hagyománynak a népdalok és a népballadák hangulatát, formálásmódját tartotta. Ezeket a hagyományos formákat azonban már korai köteteiben is megtöltötte a hazájától elszakadt ember fájdalmas panaszaival, siralmaival. Első kötete nem véletlenül Jeremiás siralmai (Toronto 1956) címmel jelent meg, s nem véletlenül buzdította magát második kötetének címével: Az írást egyszer megtalálják.Tehetségére és jelentőségére a Törlesztő ének (Toronto 1963) megjelenése után figyeltek fel az emigráció kritikusai, s azóta költészetének megítélésében két, egymással szöges ellentétben álló vélekedés figyelhető meg. Méltatóinak egyik része szerint lírája túlságosan is stilizált, "s a neohumanista moralizálás irhája alatt igazában egy, a bonyolult valóságot banálisan leegyszerűsítő ókonzervatív lakozik" – írta költészetéről Kemenes Géfin László az Irodalmi Újságban 1974-ben. Nagyon erősen kötődik a múlt század hagyományához, szinte teljesen érintetlenül hagyták a Nyugat költői forradalma és a művészi modernség különböző törekvései. Mások viszont mágikus miszticizmusának újszerűségére hívják fel a figyelmet, s közvetlen rokonaiként az új magyar lírában Juhász Ferencet jelölik meg, ami annyiban igaz is, hogy mindkettejükre erősen hatott a népmese világa, {394.} s mindkettejük szemlélete szerint az emberi élet két pólus küzdelme, a Jó és a Gonosz harca között feszül. Juhász költészetében az egyetemes lét drámája forr, izzik és halad a kifejlet felé, Fáy Ferenc viszont a magányos ember tragédiáját és kötődését írja meg. E kötődés visszatérő jelképei költészetében a fa és a virágok, melyek nem egyszerűen e líra népmesei eredetét sugalmazzák, hanem a népmesék ősi típusainak mitikus mondanivalóját is, amikor még minden élt, s a természeti jelenségek szervesen hozzátartoztak az ember életéhez. S e mitikus-mágikus világ közepén ott áll a magányos költő, aki egyes pózaiban leginkább azokra a mágusokra és váteszekre emlékeztet, akik egy nép nevében szóltak, szavukat azonban éppen népük nem értette – nem is érthette, mert más "hullámhosszon", az érzelmek más hőfokán szólaltak meg –, így arra kényszerültek, hogy a rituális igék kényszerét félredobva közvetlenül fogalmazzák meg mondanivalójukat. Fáy Ferencnél is a mondanivaló sokszor maga alá temeti a formát, s a vers felépítése szónokiassá és színpadiassá válik.
Tagadhatatlan erőt kölcsönöz lírájának az a képessége, hogy nem ismeri az idő és a tér korlátait. Torontóban egy iskolát takarítva voltaképp otthon érzi magát, hazarepül gondolatban, szorongva vallatja emlékeit, vajon mennyit változott az idők során a kedves hazai táj, és hiába veszik körül szinte áthághatatlan távolságok, képzeletében még most is a régi útvonalat járja.
A Magamsirató (Toronto 1967) és az Áradás (Toronto 1972) Fáy Ferencet az emigráns líra élvonalába emelte. "Fáy nem különös álomvilágba kívánkozik vissza – írta az Áradásról ugyancsak Kemenes Géfin László –, hanem a legragyogóbb valóságot áhítja: Isten társaságát, mint az ember ősi jussát. Rokonai a próféták, a prédikátorok, a legnagyobb poéta-látnokok; költészete egyetlen, világmindenséget betöltő várakozás, s az emberi lét tragikumának teljes bonyolultságában való művészi megjelenítése."
Az Áradásban valóban tovább erősödött a prófétai, a váteszi hang, mintha a költő maga akarná átélni a kor minden szenvedését és bánatát. De erősödött lírájában az elvontabb jelképiség is, mintha a szívére nehezedő bánatot s az árvaság kínját csak ezen a részben archaikus, részben nagyon is modern, szimbolista tartással fejezhetné ki:
| Már őszülök. S nem látja senki. |
| Szép seb virágzik mellemen.     |
| Fehér arcát vállamra ejti       |
| s ingemben hál a félelem.       |

Kései költészetében – talán épp a magány szorításában – egyre erősebb lett a vallásos ihletés. Fáy Ferenc e magatartás kezdeteiig ás vissza, s ugyanazzal az alázatos, egyszerű, de emberi tartással vallatja Istent, mint {395.} az apostolok tették. Voltaképp ebben is az a népmesei elem érhető tetten, mely átjárja egész líráját. És csak most kezdi megérteni és felmérni Isten "árvaságát" is. Mert ahogy ő számkivetettnek érzi magát, ugyanúgy a világon minden más hasonló jelenségre és érzésre érzékenyen reagál. Ez a tragikusra hangolt látásmód még azokat a költeményeit is át- meg áthatja, amelyekben idillikus színek is felfénylenek, amelyekben a családi érzés melegét és a szeretet élményét fogalmazza meg (Mese).
Legszívesebben kiszaladna a világból, és elindulna arra, amerre az ősi érzéseket és az ősi biztonságot találhatja meg:
| Elégni most, – lebegni, mint a barna, |
| távoli földek füstje ... vagy gyalog, |
| mezítlábasan elindulni arra,          |
| hol Isten térdén hűs harmat ragyog.   |

Kötelékei azonban a földhöz szorítják, s elcsukló hangon tovább kell énekelnie az árvaság fájdalmát és a magányosság kínját. A mesék világa lassan a ködbe vész, s mögüle az esendő ember döbbent szeme elé tárul az a valóság, amelynek kendőzéséül hiába idézte a múltat, s hiába teremtett látszatvilágot maga köré.
Fáyné Edvi Illés Gizella és leánya Hunnia-csipke
A Hunnia csipkét Fáy Aladárné született Edvi Illés Gizella alkotta meg. 1871-ben született Magyarországon Nógrád megyében Tolmácson. Gyermek korától kézimunkázott. Bántotta, hogy a magyar lányok, asszonyok csupa külföldről jött minta alapján készítették kézimunkáikat. Ezért kezdett gondolkodni egy magyar motívumokra épülő csipke létrehozásán.
Egy olyan egy darabban készült vert csipke mellényt szeretett volna készíteni, amely csupa tulipánból áll. Meg kellett oldania a szálak újfajta áramlását. Sikerrel járt, s elkészült a mellény. Fáy Aladárné megismerte a sárközi fehér hímzéseket, amiket megpróbált csipkébe ültetni. Így született meg a Hunnia csipke.
A Hunnia mindig magyar motívumokat használ fel. Nagyon vékony szálból készült csipke, amely apró motívumokból épül fel. A motívumok kontúrozottak, szövéssel készülnek, amelyeket díszverésekkel lazítanak.
Fáy Dezső festőművész
Festő, grafikus, illusztrátor. Művészeti tanulmányait Budapesten, Münchenben, Nagybányán és a párizsi Julian Akadémián folytatta. Mesterei: Margittay Tihamér, Böhm János, Hollósy Simon. Nagy itáliai tanulmányutat tett Gulácsy Lajossal, akivel 1909-ben Budapesten három közös kiállítást rendezett. 1922-ben a Szinyei Társaság grafikai díjjal tüntette ki. Több irodalmi műhöz készített illusztrációkat. Monográfia: Elek Artúr: Fáy Dezső, Bp., 1929.
Fáy Gedeon
Horthy korszak Kállay kormány volt diplomatája, a Johannita Lovagrend magyarországi Kommendátora 1877-től
Fáy Ida:
Ida , Gedeon nővére (1914-1992) kislánykora óta élénk érdeklődést tanúsított lovak és a lósport iránt. Szorgalmasan járt a pesti Nemzeti Lovardába, ahol később annak igazgatója, csekefalvi Szabó Kálmán (Cs. Szabó László író atyja) volt lovaglótanára, magas szinten. Ida lovas sikereit díjugrató versenyeken, úgy nevezett concours-okon aratta a harmincas évek első felében. Fickó nevű, saját maga által idomított lován 16 első díjat nyert, több ízben olyan díjugratásban, amelyen férfiak is indultak. Háromszor nyerte meg a budai hegyekben tartott gróf Andrássy Géza tereplovaglást. A 27 kilométeres útvonalon 14 akadály, a cél előtt Vérmezőn pedig további 12 akadály volt. Ida hibátlanul végzett. 1930-ban Fickó nevű lován megnyerte a női díjugrató bajnokságot. Közben falkavadászatokon, számos nehéz díjugratáson, karusszelen, lovasjátékon vett részt és több tucat versenyt nyert.
Tízéves aktív lovaspályafutása 1934-ben sikerei tetőfokán ért véget, önként. Több lovasbaleset nem törte meg buzgalmát, fegyelmét és bátorságát. Még 1944-ig úgyszólván naponta lovagolt több órát, amikor is elvesztette lovait. Kitűnő lovasérzéke, könnyű keze, príma tempó- és ritmusképessége predesztinálta a díjugratásra. Szerény és rokonszenves modora folytán mindenki kedvelte, tisztelte. Sohasem vett drága pénzen lovakat, hanem többnyire maga lovagolta be és részben idomította is sokszor esélytelennek hitt lovait: Fickót, Fonókát, Felhőt, Góbét, Mukit, Tomyt. Picikét, Bábit, Tücsköt és Zalavárt.
Olvass tovább: https://www.lovaskalendarium.com/news/fay-ida-emlekezete/
Fáy András: